# Amazing Stories
|  | Aquest article tracta sobre la revista. Si cerqueu la sèrie de televisió, vegeu «Amazing Stories (sèrie)». |

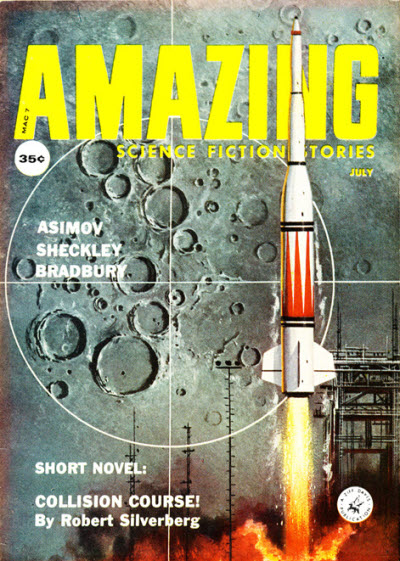
Portada de la revista de juliol de 1959, amb Isaac Asimov com a col·laborador.

Amazing Stories va ser una revista de ciència-ficció i space opera que va llançar el seu primer número a l'abril de 1926, editada per Experimenter Publishing, propietat d'Hugo Gernsback, des d'aleshores i gairebé ininterrumpidament durant vuitanta anys. Va ajudar a definir el subgènere de ficció pulp. Alguns dels escriptors i escriptores habituals als primers números van ser John W. Campbell, Isaac Asimov, Howard Fast, Ursula K. Le Guin, Roger Zelazny i Thomas M. Disch.
Després dels anys vint del segle XX ja rarament va ser infuent en el seu gènere. Va començar com a revista de format Bedsheet. El 1933 va canviar a format pulp. L'edició final, en 2005, es va distribuir només en format PDF.